# 翼齿大丁草
翼齿大丁草（学名：[Gerbera pterodonta] 错误：{{Lang}}：文本有斜体标记（帮助））为菊科大丁草属下的一个种。